# Antero Ángeles Osorio
Ántero Ángeles Osorio, (3 de enero de 1925 - 31 de mayo de 1970) fue un compositor peruano. Nació y murió en la ciudad de Yungay (Dep. de Áncash, Perú). Estudió en el Conservatorio Nacional de Música y se desenvolvió como profesor de su especialidad en el Colegio Nacional Santa Inés de Yungay durante 20 años. Compartió la dirección de la orquesta "Sol de Oro” de su ciudad con Amadeo Molina Rojo, desde 1960 a 1970. Miembro de la brillante generación de compositores que plasmó la época de oro de la música del Callejón de Huaylas, condujo asimismo el conjunto musical "Juventud Huascarán" y la Estudiantina del Colegio Nacional Santa Inés. 
Su obra comprende, entre otras composiciones: 
- "Sin ti mi vida es nada" (Vals)
- "Candida paloma"(Polka)
- "Día de la madre"(Vals)
- "Te alejaste de mi"(Camel)
- "Lucy I" (Pasodoble)
- "Yungay, terruño mío"(Pasodoble)
- Magna I(Marcha)
- "Sol de Oro"(Marcha).

- Datos: Q5696858